# Atak w szkole w Starej Wsi Spiskiej
Atak w szkole w Starej Wsi Spiskiej – zdarzenie, do którego doszło w dniu 16 stycznia 2025 roku w szkole średniej z oddziałami gimnazjalnymi w Starej Wsi Spiskiej na Słowacji przy granicy z Polską; w jego wyniku zginęły 2 osoby, kolejna została ranna.

## Tło
Ataki z użyciem broni palnej i noży w szkołach są rzadkością na Słowacji. W ostatnich kilku latach odnotowano jednak w tym kraju nieznaczny wzrost liczby brutalnych incydentów na tle politycznym, np. atak na klub gejowski w Bratysławie czy postrzelenie premiera Roberta Fico.

## Przebieg
Sprawca wtargnął do szkoły ok. godz. 12:40 uzbrojony w nóż – najpierw wszedł do biura wicedyrektorki szkoły i zadźgał ją, po czym wtargnął do pobliskiej klasy i zaatakował tam 18-letnią uczennicę. Gdy inny uczeń próbował go powstrzymać, napastnik zranił go, po czym wybiegł za zranioną wcześniej uczennicą na korytarz i dobił ją, następnie uciekając ze szkoły; został zatrzymany przez policję w lesie w pobliskich Matiašovcach.

## Sprawca
Sprawcą ataku był 18-letni uczeń szkoły Samuel Straško, który był już wcześniej znany dyrekcjom okolicznych placówek z nienawiści wobec kobiet i niezrównoważonego zachowania. Został poprzednio wydalony z dwóch szkół za incydenty, w których atakował fizycznie i prześladował uczennice. W 2022 roku został wyrzucony przez nauczyciela z lekcji online (które odbywały się przez łącze internetowe z powodu pandemii COVID-19) po tym jak publicznie zagroził koleżance z klasy śmiercią i poczynił uwłaczające komentarze na temat płci żeńskiej. Później, gdy po pandemii wróciły lekcje stacjonarne, miał rzucić w tą samą koleżankę rowerem oraz grozić innej koleżance na wycieczce szkolnej. Po zatrzymaniu powiedział, że chciał zadźgać łącznie 4 osoby, z którymi był skonfliktowany. Był również znany ze swoich rasistowskich poglądów – uważał Romów za niższą rasę oraz hajlował podczas przerw w szkole. W internecie przeglądał brutalne treści powiązane ze społecznością inceli oraz z pornografią BDSM zawierającą sceny poniżania kobiet.

## Reakcje
Po zdarzeniu na miejsce przybyli minister spraw wewnętrznych Słowacji Matúš Šutaj Eštok i minister edukacji Tomáš Drucker. Kondolencje złożyli premier Słowacji Robert Fico, prezydent Peter Pellegrini oraz lider parlamentarnej opozycji Michal Šimečka. 17 stycznia ukazało się oświadczenie Słowackiego Stowarzyszenia Uczniowskiego, w którym potępiono incydent i wezwano polityków oraz decydentów do zapewnienia uczniom bezpieczeństwa w szkołach.